# Федерация (1905 – 1906)
Вижте пояснителната страница за други значения на Федерация.
„Федерация“ с подзаглавие Македоно-арменско списание е българско месечно списание, излизало от 1905 до 1906 година в Татар Пазарджик, България. Печата се в печатница „Труд“ на П. Беловеждов в Пловдив.
| Годишнина | Броеве | Дата               |
| --------- | ------ | ------------------ |
| I         | 1 – 10 | януари 1905 – 1906 |

От 10 брой редактор е Г. Манчев. От 5 брой излиза в София, но продължава да се печата в Пловдив. От 8 брой се печата и в печатницата на П. Калъчев в София. Списанието е на революционни и социалистически позиции. Задачата му е да „третира въпроси, които се отнасят до реализирането на идеята за Балканска конфедерация“, като средство за разрешаване на Македонския въпрос. Търси сближаване на българските и арменските революционери.